# Boyeros
Boyeros es uno de los 15 municipios de La Habana, Cuba. Fue establecido en 1976, y fusionado con el pueblo de Santiago de Las Vegas. Está ubicado al suroeste de la ciudad y se extiende hacia el Aeropuerto Internacional José Martí.

## Ubicación
El municipio Boyeros limita al norte con el municipio Cerro, al este con el municipio Arroyo Naranjo, al oeste con los municipios La Lisa y Marianao y al sur con el municipio Bejucal perteneciente a la provincia de Mayabeque. Tiene una extensión territorial de 134,2 km². Cuenta con siete Consejos Populares: Santiago de las Vegas, Nuevo Santiago, Boyeros, Calabazar, Wajay, Altahabana y Armada.

## Demografía
Actualmente hay 188 712 habitantes con una densidad poblacional de 1406,2 hab./km². 

## Esbozo Histórico
Fue a mediados del siglo XVII cuando comenzó el asentamiento, con carácter estable, en lo que llegaría a ser después el primer núcleo poblacional del territorio: Santiago de las Vegas, conocido hasta 1694 por Las Vegas. 
El municipio Boyeros ostenta en la actualidad este nombre por ser la localidad homónima, que le pertenece, la más conocida nacional e internacionalmente debido a la instalación en sus terrenos del Aeropuerto Internacional José Martí.

## Economía
Las producciones principales se proyectan hacia la elaboración de reactivos, producciones de industria de materiales de la construcción, productos alimenticios, cartón, cartulina, envases de cartón, envases de papel, tejidos, hilazas, medicamentos, etc. Es característico del territorio los servicios aeroportuarios. 
Existe en la localidad un centro científico de gran importancia: el Instituto de Investigaciones Fundamentales para la Agricultura Tropical (INIFAT), cuyo antecedente histórico fue la Estación Experimental Agronómica de Cuba fundada en 1904, la primera de América Latina. También se localiza el Instituto de Investigaciones de la Caña de Azúcar (INICA) encargado del desarrollo agrícola cañero del país mediante la obtención de variedades y la introducción de tecnologías para su manejo.

## Salud
Se dispone de siete policlínicos, dos clínicas y cinco departamentos estomatológicos, 263 consultorios médicos, 7 Hogares Maternos y una casa de abuelos destinada a la atención a las personas de la tercera edad, un Centro de Investigaciones de Medicina Tradicional, Asiática y Natural (CIMTAN), un Hospital Psiquiátrico Diurno e instalaciones de salud de gran importancia como lo son: Hospital Dermatológico “Guillermo Fernández Hernández Vaquero” (más conocido como San Lázaro), Sanatorio de Los Cocos (SIDA), Hospital Pediátrico “Wiliam Soler”, Cardiocentro e Instituto de Inmunología y Hematología “Wiliam Soler”, Hospital Psiquiátrico de La Habana Dr. Bernabé Ordaz Ducungué (Mazorra), la Clínica de Medicina Tradicional “Ernesto Che Guevara”, Hospital de rehabilitación Julio Díaz, Hospital Pediátrico Leonor Pérez y el Hospital General "Enrique Cabrera".

## Educación
Cuenta Boyeros con 34 círculos infantiles, 50 escuelas primarias, 15 secundarias básicas, 6 escuelas especiales, 6 escuelas de superación integral para jóvenes, 4 Facultades Obrero Campesina, una escuela de idioma, la escuela de oficios y una escuela de reeducación femenina en Calabazar. Se encuentran también los institutos politécnicos de: Gastronomía, Metalurgia, Construcción y de Veterinaria.

## Deporte
En Santiago de las Vegas fue donde por primera vez en Cuba se jugó el jockey sobre césped, para lo cual se fundó el Centro Nacional de Jockey “Antonio Maceo”, igualmente se tiene cerca del zoológico, el campo de golf de La Habana, desde 1955. 
Boyeros posee 14 instalaciones deportivas: cinco estadios de béisbol, dos CVD deportivos, una academia municipal de ajedrez y otra de tenis de mesa, y un campo de tiro. Existe también un Complejo municipio, y un Centro de Entrenamiento de Alto Rendimiento “Cerro Pelado”.
Entre otras personalidades deportivas del municipio destacan los famosos beisbolistas Juan Padilla, Pedro Chávez y Orlando Hernández.

## Cultura
El municipio cuenta con cinco Casas de la Cultura, un museo municipal, una biblioteca municipal, un centro de arte, una galería de arte y dos cines. Existen tres festejos tradicionales los cuales son: “La fiesta del café” en el pueblo de Wajay y “Las parrandas santiagueras”, en Santiago de las Vegas y “Los festejos por la fundación de Calabazar” en el pueblo de Calabazar. 
En Boyeros se encuentra el Parque Zoológico Nacional Fundado por Reinaldo Linares Fernández , sito en Carretera de Varona kilómetro 3 1/2, que tiene 340 hectáreas de superficie contando con más de 800 animales de más de 100 especies diferentes. Instalación que está diseñada respondiendo a las más modernas concepciones de exhibición zoológica en aparente libertad, constituye un sitio especial de visita para todos aquellos amantes de la flora y la fauna.

## Ciudades hermanadas
- Torrejón de Ardoz (España)[cita requerida]
- Rubí (España)[cita requerida]
- Guarulhos (Brasil)[cita requerida]
- Amacuzac (México, 2001)[1]
- Reus (España)[cita requerida]
- Bonao (República Dominicana)[cita requerida]
- Boaco (Nicaragua)[cita requerida]
- Callao (Perú)[cita requerida]
- Barinas (Venezuela)[cita requerida]